# Suaeda neuquenensis
Suaeda neuquenensis là loài thực vật có hoa thuộc họ Dền. Loài này được M. A. Alonso, Conticello & Cerazo miêu tả khoa học đầu tiên năm 2004.